# 天主教宁夏教区
寧夏教区是天主教设立的一个教区，属于綏遠教省，亦稱銀川教區。目前該教區有1萬教友、11位司鐸。

## 历史
1922年3月14日，西南蒙古代牧区分为寧夏代牧区和绥远代牧区。寧夏代牧区的主教府设在内蒙古磴口的三盛公。
1946年4月11日，升为寧夏教区。

## 历任主教
- 费达德（Goffredo Frederix），圣母圣心会士，1866年7月19日生于比利时，甘肅西境代牧区主教(1920年– 1922年)，寧夏代牧区主教 （1922年– 1930年)，1938年去世（71岁）

- 石扬休（Gaspare Schotte），圣母圣心会士，1881年10月9日生于比利时，寧夏代牧区主教(1931年– 1944年），1944年去世（62岁）

- 王守礼（Charles Joseph van Melckebeke），圣母圣心会士，1898年6月19日生于比利时，1922年晋升神甫，寧夏代牧区主教 (1946年– 1946年），寧夏教区主教 (1946年– 1980年)，1980年病逝于新加坡（82岁）。

- 馬仲牧 （不獲北京當局承認）[2]
- 劉靜山 （圣名：若翰）1993年—2009年，2009年12月20日荣休。
- 李晶 （圣名：若瑟）[1]2007年12月21日晋牧，2009年12月20日就任正权主教